# Breitblättriges Pfaffenhütchen
Das Breitblättrige Pfaffenhütchen (Euonymus latifolius), auch Voralpen-Spindelstrauch genannt, ist eine Pflanzenart aus der Gattung Spindelsträucher (Euonymus) innerhalb der Familie der Spindelbaumgewächse (Celastraceae).

## Beschreibung

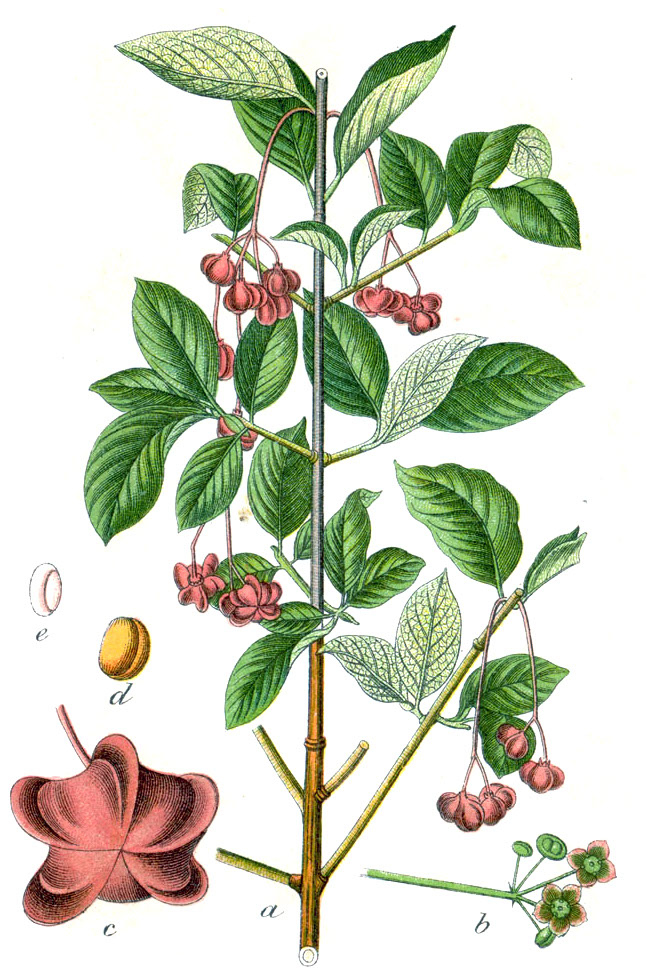
Illustration aus Sturm

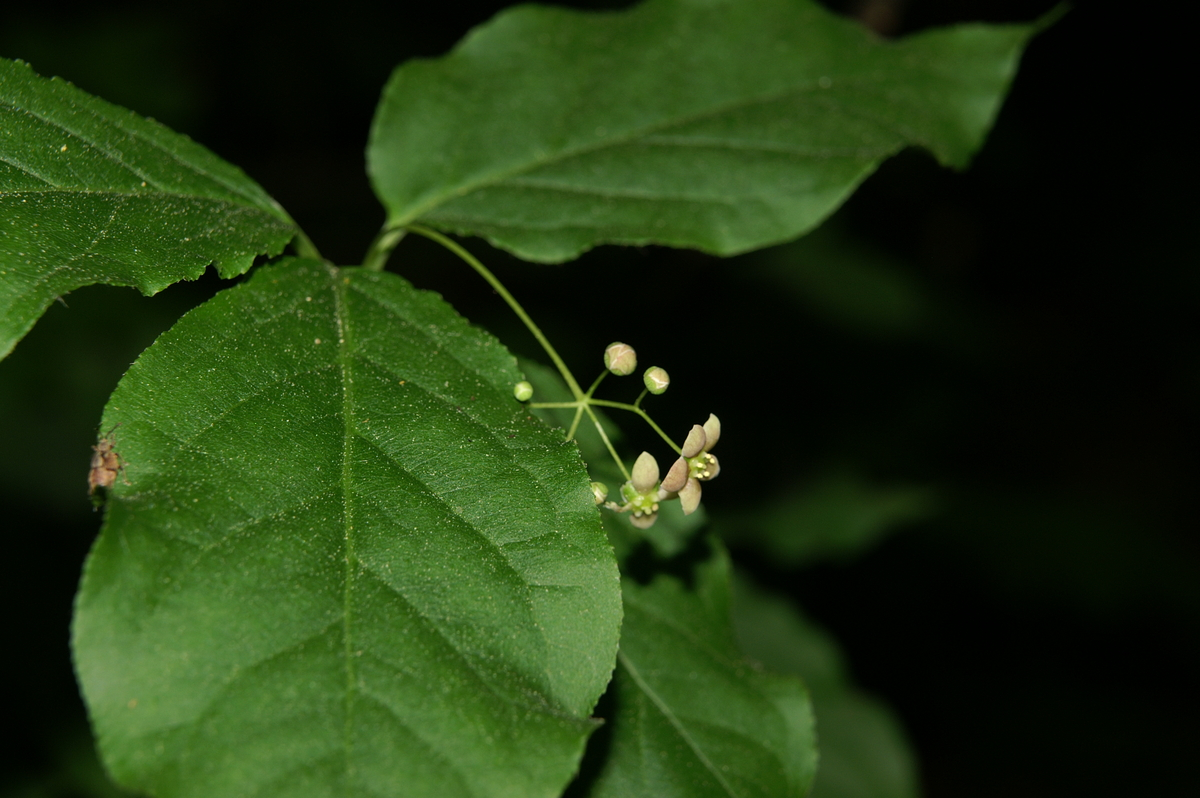
Breitblättriges Pfaffenhütchen blühend

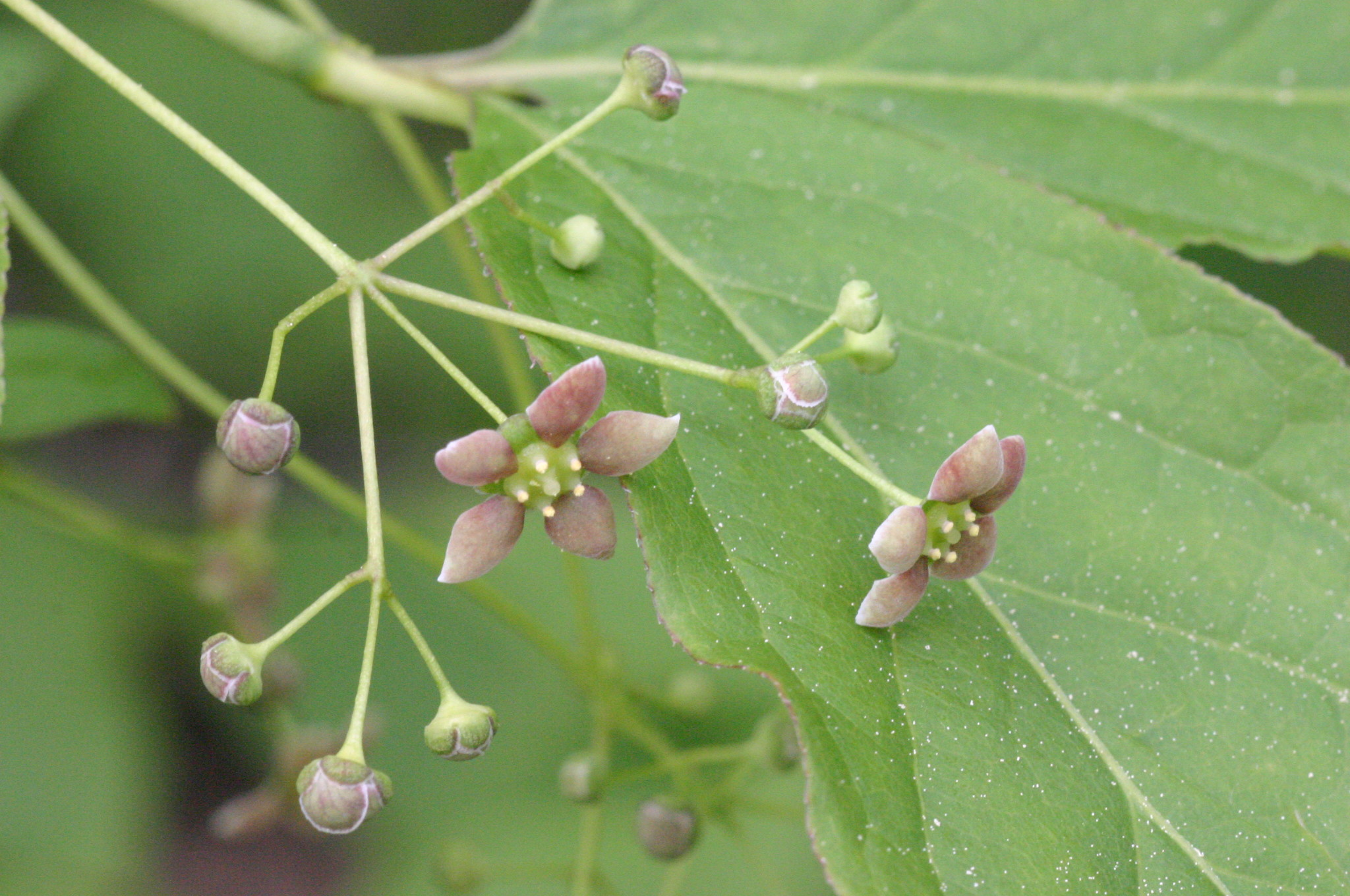
Blütenstand

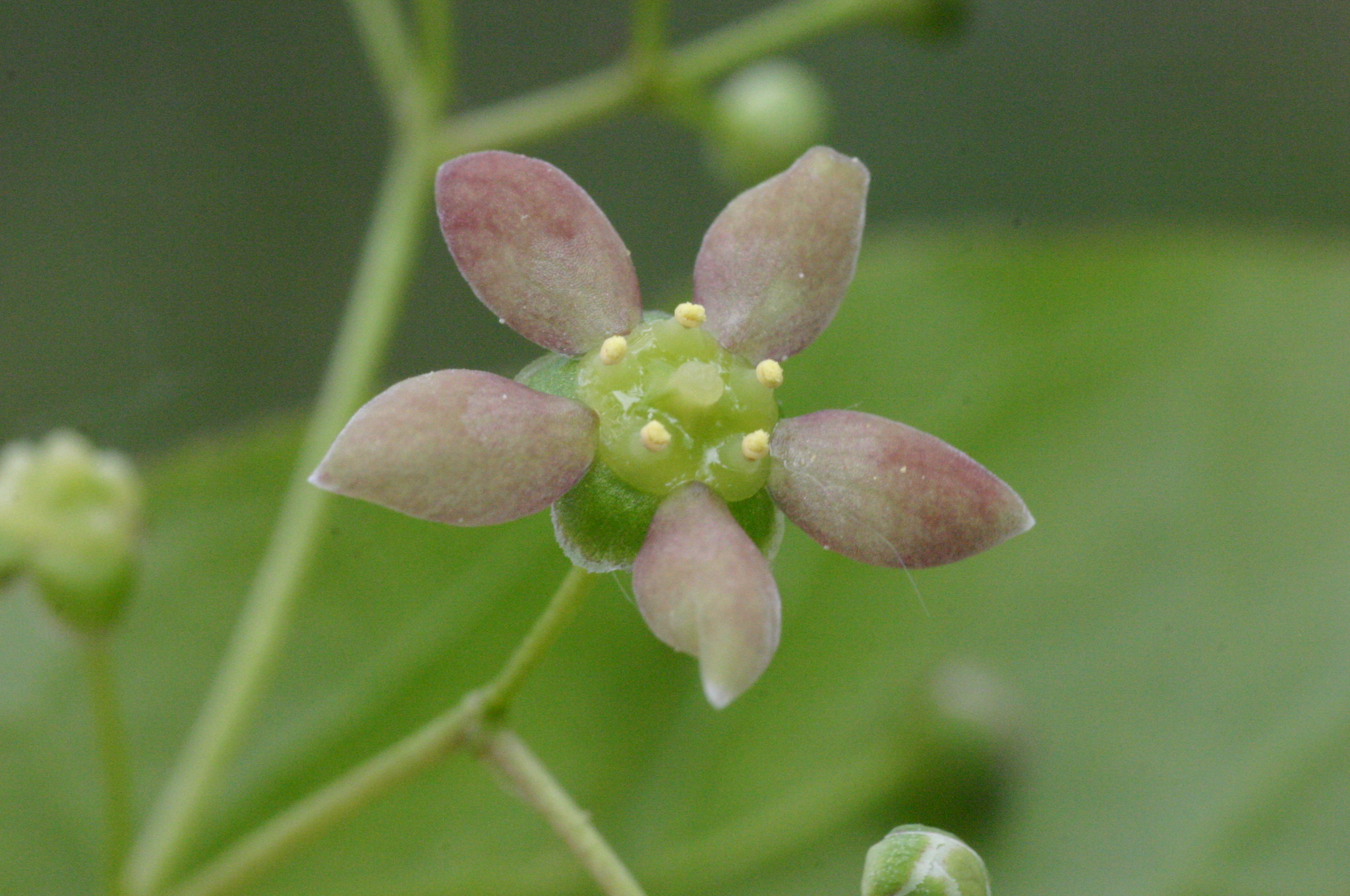
Fünfzählige Blüte

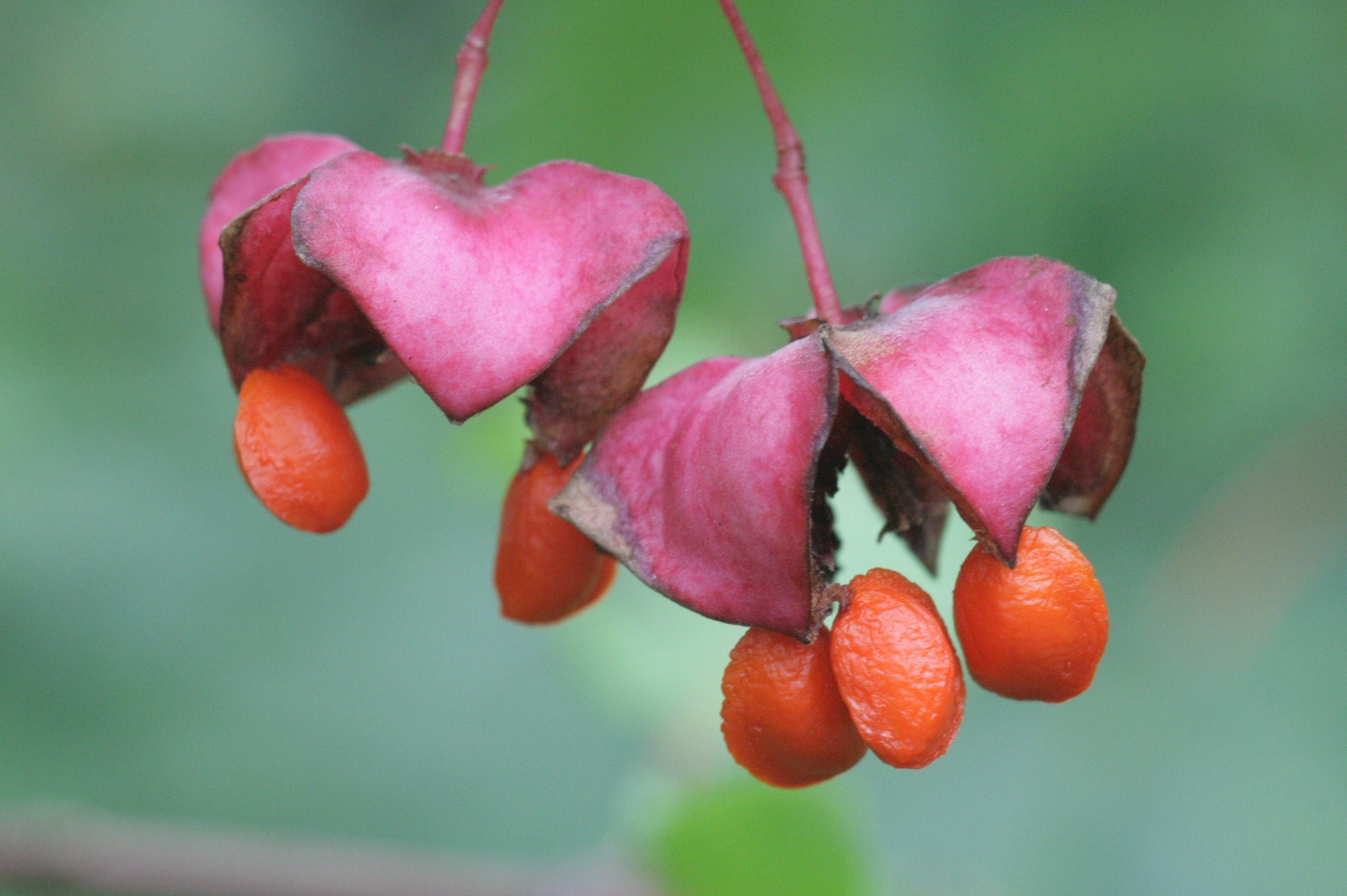
Offene Früchte und die Samen sind vom orangefarbenen Arillus umhüllt

### Erscheinungsbild und Blatt
Das Breitblättrige Pfaffenhütchen wächst als sommergrüner Strauch, seltener ein kleiner Baum und erreicht Wuchshöhen von 1 bis 5 Metern. Die stielrunden oder etwas abgeflachten Zweige besitzen keine Korkleisten. Die Winterknospen sind bis zu 1,5 Zentimeter lang.
Die gegenständig an den Zweigen angeordneten Laubblätter sind in Blattstiel und Blattspreite gegliedert. Der gefurchte Blattstiel ist 4 bis 6 Millimeter lang. Die Blattspreite ist bei einer Länge von 5 bis 14 Zentimetern  meist elliptisch mit breit keilförmigem bis gerundetem Spreitengrund und sehr fein gesägten Blattrand.  Die Laubblätter sind im Herbst oft rötlich überlaufen.

### Blütenstand und Blüte
Die Blütezeit liegt zwischen Mai und Juni. In einem seitenständigen, gestielten, 4 bis 6 Zentimeter langen, zymösen Blütenstand stehen 6 bis 15 Blüten zusammen.
Die zwittrigen Blüten sind selten vier- meist fünfzählig. Die Blütenkrone ist bei einem Durchmesser von etwa 1 Zentimeter radiärsymmetrisch. Die vier oder meist fünf Kronblätter sind etwa 2,5 Zentimeter lang, grünlich mit einem roten Rand.

### Frucht und Samen
Der Fruchtstand ist hängend. Die bei Reife rosafarbene bis karminrote Kapselfrucht ist bei einem Durchmesser von etwa 2 Zentimetern selten vier-, meist fünfkantig und (schmal) geflügelt. Der Arillus ist orangerot. Die Samen sind weiß.

### Chromosomenzahl
Die Chromosomenzahl beträgt 2n = 64.

## Vorkommen
In Mitteleuropa kommt das Breitblättrige Pfaffenhütchen im südlichen Schweizer Jura, in den nördlichen Kalkalpen mit ihrem Vorland (vor allem in Föhngebieten) und in den südlichen Kalkalpen selten, aber örtlich in lockeren Beständen vor; in den Zentralalpen ist es sehr selten.
Das Breitblättrige Pfaffenhütchen gedeiht am besten auf nährstoff- und kalkreichen, lockeren, etwas mullhaltigen Lehmböden, der nicht zu trocken sein darf. Es besiedelt Bergwälder und Waldsäume, in niederschlagsreichen winterkühlen, aber sommermilden Gegenden. Es hat in Mitteleuropa seinen Schwerpunkt im Aceri-Tilietum (Tilio-Acerion-Verband). Es steigt in Nordtirol bis etwa 1500 Meter, im Berner Oberland (Interlaken-Oberhasli) bis 1240 Meter und in den südlichen Westalpen bis 1600 Meter Meereshöhe auf.
Die ökologischen Zeigerwerte nach Landolt & al. 2010 sind in der Schweiz: Feuchtezahl F = 3+ (feucht), Lichtzahl L = 3 (halbschattig), Reaktionszahl R = 4 (neutral bis basisch), Temperaturzahl T = 3+ (unter-montan und ober-kollin), Nährstoffzahl N = 3 (mäßig nährstoffarm bis mäßig nährstoffreich), Kontinentalitätszahl K = 2 (subozeanisch).

## Giftigkeit
Die Pflanzenteile enthalten herzwirksame, giftige Glykoside und Alkaloide.

## Verwendung
Das Breitblättrige Pfaffenhütchen wird in den gemäßigten Breiten als Zierpflanze in Parks und Gärten verwendet. Es wird seit etwa 1700 in Gärten gepflanzt.

## Parasiten
Als parasitärer Pilz wurde der Rostpilz Caeoma evonymi auf einem Strauch festgestellt.